# Банда Виталия Орлова
Банда Виталия Орлова (Мироновцы) — опасная и жестокая организованная преступная группировка, действовавшая с начала 1990-х годов по 2002 год в Санкт-Петербурге.

## Создание банды
Преступная группировка была создана в Санкт-Петербурге в начале 1990-х годов уроженцем города Навои Узбекской ССР Александром Беляевым по кличке Хасан. Большинство участников банды были земляками Беляева — уроженцами Навои славянского происхождения в возрасте 20—25 лет, профессионально занимавшихся спортом. Среди участников банды были сотрудник СОБРа Сергей Максимов, в своё время участвовавший в войнах в Чечне и Югославии и обладавший навыками боевика, а также будущий лидер группировки Виталий Зайцев по кличке Мирон, который позже сменил фамилию на «Орлов». Большинство участников банды принимали наркотики. В последствии правоохранительные органы установили, что одним из лидеров «ферганской бригады» был известный петербургский предприниматель, совладелец клуба «Грибоедов» Олег Каштело.
Банда входила в мощную Казанскую ОПГ, действовавшую в городе. В то время одним из лидеров Казанской ОПГ был бизнесмен Артур Кжижевич, он и курировал банду Беляева. Хасан владел концерном на Кушелевской базе и акциями рефрижераторного флота. Всеми делами официального бизнеса Беляева заведовал уроженец из Навои по прозвищу Беча, который являлся финансистом Казанской ОПГ. В банде же «правой рукой» Хасана был некий Артур Маленький. У банды имелся большой запас оружия, которое они покупали на военной базе. Также участники группировки имели автомобили — «шестёрки» и «девятки», которые они использовали при совершении преступлений. Банда занималась «крышеванием» торговых точек на севере Санкт-Петербурга. Также бандиты исполняли заказные убийства. Обычно бандиты совершали эти убийства из засад у автомобильных стоянок, расстреливая жертву в упор. Чаще остальных эти преступления совершал Артур Маленький.

## Деятельность банды
В 1995 году бандиты совершили покушение на предпринимателя Дулаева, который вступил в конфликт с Хасаном. Участники банды подкараулили бизнесмена утром у его дома. Дулаев вышел вместе со своей девушкой, и они сели в автомобиль. Хасан и Артур Маленький расстреляли его из пистолетов. Девушка Дулаева погибла сразу, а сам он был ранен и доставлен в больницу. Бандиты решили добить его там. Киллеры подъехали к больнице, и один из них выстрелил из гранатомета в палату Дулаева. Но граната пролетела сквозь палату, вылетела в дверь, пролетела весь больничный коридор и взорвалась в туалете. Правоохранительными органами было заведено уголовное дело по хулиганству. Позже дело прекратили за истечением срока давности.
8 декабря 1997 года Орлов и Артур Свиридов (Маленький) по указанию Хасана совершили убийство криминального бизнесмена, директора Александра Крупицы по кличке Крупа. Киллеры приехали к спорткомплексу, во дворе которого Крупица в это время играл в футбол со своими друзьями. Орлов встал у выхода, а Маленький направился к Крупице и дважды выстрелил в него из револьвера. Но оружие Маленького заклинило, и люди из окружения Крупы бросились в погоню за убийцей. Орлов, стоявший на подстраховке, стал стрелять из автомата под ноги преследователям, чем заставил их остановиться, после чего в упор расстрелял Крупицу.
В 1998 году бандиты совершили налёт на фирму «Приморец», занимавшуюся торговлей икрой и красной рыбой. Когда преступники вошли в помещение, мимо них прошёл директор компании с чемоданом, в котором были деньги из сейфа. Не зная об этом, бандиты заставили охранников лечь на пол, обыскали весь офис, но денег не нашли. Налётчики похитили две бочки красной икры и двадцать ящиков красной рыбы.
Часть своих преступных доходов бандиты отдавали в общак, деньги из которого шли Казанской ОПГ. К 1998 году в банду входило около 20 человек. В июле 1998 года между Беляевым и Сергеем Максимовым возник конфликт из-за того, что сотрудник СОБРа употреблял героин. Хасан приказал ему бросить это, пригрозив в противном случае убийством. Но Максимов и Орлов, который давно хотел возглавить банду, решили сами убить главаря. 14 июля 1998 года Беляев неожиданно пропал . Позднее следствие установило что заговорщики сели к Беляеву в автомобиль, после чего Максимов дважды выстрелил Хасану в голову. Тело Беляева  утопленное бандитами в Лемболовском озере опознали только через год. Остальным участникам банды Орлов и Максимов объявили, что Хасан пропал, сказав при этом, что, скорее всего, его убил тамбовский криминальный авторитет Ян Гурецкий.
Орлов решил убить и Артура Свиридова (Маленького) и окончательно возглавить банду. Чтобы подозрения не падали на него, Мирон решил привлечь исполнителя  со стороны. Максимов вызвал из Самары другого сотрудника СОБРа Волкова, который вместе с ним служил в Чечне. Как и Максимов, Волков занимался исполнением заказных убийств. 14 сентября 1998 года Максимов и Волков подкараулили Артура Свиридова (Маленького) в парадной его дома и расстреляли главаря из двух пистолетов. Маленький успел выхватить свой пистолет и несколько раз выстрелить, попав Волкову в руку и ногу. Киллера доставили в больницу, позже заплатив десять тысяч рублей и отправив обратно в Самару. В октябре 2001 года Волков был осуждён за это убийство.

### Банда под руководством Орлова
С октября 1998 года группировку возглавил Орлов. Но он не имел авторитета среди бандитов, и большинство участников группировки покинули её. С Орловым остались только Максимов, Александр Цой по кличке Банзай, Александр Петухов по кличке Птица, Дмитрий Бибиков и ещё трое бандитов. Кроме того, Артур Кжижевич (освободившийся после шестилетнего заключения в августе 2000 года) обвинил Орлова в убийстве Хасана, и в итоге конфликт привёл к тому, что банда Орлова разорвала отношения с Казанской ОПГ и стала сотрудничать с Малышевской ОПГ, её куратором стал Виталий Савин по кличке Виталик Злой. Банда Орлова лишилась заведений в северной части города, которые ранее «крышевала». Орлов решил устранить и финансиста Казанской ОПГ Бечу. Участники банды совершили на него семь покушений, но убить его не смогли.
По кличке главаря банду Орлова иногда называли «мироновцами». Под руководством Орлова банда сменила род деятельности, начав заниматься грабежами и разбоями. Причём эти преступления бандиты совершали не только в Санкт-Петербурге и Ленинградской области, но и в других регионах России. При совершением преступления бандиты использовали фальшивые усы, бороды и очки. Цой всегда надевал камуфляжную амуницию. Налётчики почти всегда имели при себе рации и огнестрельное оружие — пистолеты и автоматы. Зайдя в помещение, бандиты предлагали кассиру или продавцу выдать деньги и ценности. За малейшее неповиновение налётчики сразу же стреляли в людей. В некоторых случаях жертвами нападений становились клиенты заведений или случайные свидетели, которые теоретически могли видеть бандитов и впоследствии опознать их.
Максимов сожительствовал с девушкой, отец которой был предпринимателем. Однажды бандит заметил в его квартире большую сумму денег и решил совершить ограбление. В феврале 1999 года участники банды подкараулили родителей девушки, когда те пришли домой, и втолкнули людей в квартиру. Хозяин стал сопротивляться, и бандиты его застрелили. Налётчики связали скотчем мать девушки, похитили все наличные деньги и драгоценности. При всём этом Максимов ещё полгода продолжал встречаться с этой девушкой.
В августе 2000 года Орлов, намереваясь похитить деньги у председателя совета директоров ОАО «Кожевенный завод имени Радищева», организовал разбойное нападение на это предприятие. Вооружённые пистолетами Бибиков и Петухов  проникли на территорию завода, чтобы ограбить председателя совета директоров, однако предпринимателю удалось скрыться. Бандиты похитили деньги у сотрудников завода и скрылись. В том же месяце преступники по пути в Москву ограбили продуктовую базу в Твери, при этом убив покупателя, попытавшегося оказать сопротивление.
В сентябре 2000 года в Санкт-Петербурге бандиты совершили нападение на валютно-операционную кассу ОАО «Энергомашбанк». Эта касса располагалась вне кассового узла — она была в компьютерном клубе. Бандиты постучались в дверь, а после того как к ней подошёл охранник, Цой его расстрелял. Бандиты заставили второго охранника лечь на землю, похитили деньги и вышли. Бибиков застрелил случайного свидетеля, который заметил, как они садятся в автомобиль.
Одно разбойное нападение бандиты совершили по заказу Виталия Савина. Ему понадобился автомобиль ВАЗ-21099 («девятка»), и он приказал Орлову добыть её, дав на расходы пятьсот долларов. Бандиты нашли такой автомобиль, за рулём которого в это время был человек. По приказу Орлова участники банды застрелили водителя, вытащили тело из автомобиля и уехали на «девятке».
Также по заказу Савина бандиты совершили покушение на криминального авторитета по кличке Шарик. Киллеры выстрелили в него восемь раз. Одна пуля, выбив глаз, попала мужчине в мозг, но он остался жив. За это неудавшееся покушение Савин заплатил киллерам три тысячи долларов. Позже он приказал бандитам убить предпринимателя-грузина, передав ему при этом привет от Виталика Злого. Бандиты попытались убить мужчину ножами, но он оказал сопротивление, и киллеры его расстреляли.
Бандиты совершили налёт на пункт обмена валюты на площади Восстания, который был открыт до девяти вечера. За полчаса до закрытия прошла инкассация. Участники банды совершили нападение немного позже и, ничего не обнаружив в кассе, застрелили охранника, похитили из сейфа пятнадцать тысяч долларов, которые принадлежали администратору, и скрылись.
Самым известным преступлением банды стало нападение на инкассаторов Ленинградского металлического завода. 15 ноября 2000 года инкассаторы перевозили зарплату сотрудников — всего 10,6 миллиона рублей, упакованные в три баула. Бандиты устроили на заводе засаду на инкассаторов. Когда они вышли из автомобиля и достали деньги, налётчики открыли огонь по людям из пистолетов и автомата. Один инкассатор погиб на месте, двое были тяжело ранены. Убийцы забрали баулы с деньгами и скрылись на автомобиле, который потом бросили и пересели в другой и уехали.
После этого преступления правоохранительные органы вышли на след бандитов. Вероятно, заметив слежку, в 2001 году участники банды скрылись в Уфе. Там они совершили нападение на инкассаторов фирмы «Арко». В день налёта Орлов, Бибиков и Петухов спрятались в подвале, Цой поджидал машину охранников на крыше. По плану бандитов инкассаторы должны были сдать им деньги под угрозой перекрёстного огня. Однако охранник из головного офиса вышел встречать машину инкассации, увидел, что из подвала выскочили люди в масках, и потянулся за оружием. Бандиты открыли огонь по инкассаторам, в результате чего один из них был убит и двое ранены. Похитив 120 тысяч рублей, бандиты скрылись и три дня прятались в палатке на берегу водохранилища.

## Аресты, следствие и суд
В 2002 году оперативными сотрудниками был задержан вернувшийся в Санкт-Петербург Александр Петухов. В отношении него в суд было направлено уголовное дело по расстрелу инкассаторов Ленинградского металлического завода.
Орлов, Бибиков и Цой уехали в Волгоград, где скрывались под другими фамилиями. 13 июня 2002 года они попытались ограбить ювелирный магазин и были задержаны при совершении этого преступления. Бандиты были осуждены под вымышленными фамилиями.
Жившая в Уфе гражданская жена Орлова стала приезжать к нему в исправительную колонию в Волгограде. Узнав об этом, оперативники приехали в колонию, подняли личные дела заключённых бандитов и узнали их по фотографиям.
В 2006 году Артур Кжижевич был приговорён к 16 годам колонии за убийство в 2003 году майора ФСБ и двух его спутников. В мае 2007 года он умер от острой сердечной недостаточности.
В 2009 году участники банды были этапированы в Петербург. Им были предъявлены обвинения в нападении на инкассаторов завода, но они отрицали свою вину. Первым признательные показания начал давать уже к тому времени осуждённый на 25 лет заключения Петухов. В связи с новыми эпизодами ему грозило пожизненное заключение, и в 2010 году Банзай заключил досудебное соглашение со следствием, дав показания по десяти преступлениям. Позже другие бандиты также стали давать признательные показания, Орлов сделал это последним. Главарь банды рассказал о 29 преступных эпизодах, но следствию не удалось доказать некоторые из них, в частности два совершённых бандитами убийства — в этих эпизодах они вывезли людей в лес, застрелили и закопали. Обнаружить тела сотрудникам правоохранительных органов так и не удалось, хотя было перекопано более сотни кубометров леса. Возможно, бандиты растворили трупы в кислоте.
Первый судебный процесс над бандой завершился в декабре 2011 года. К тому моменту остальные участники банды Орлова либо были убиты, либо скончались от передозировки наркотиков, либо совершили самоубийство. Уголовное преследование по ряду эпизодов — по семи убийствам и семи разбоям — было прекращено в связи со смертью лиц, подлежащих привлечению к уголовной ответственности, или по срокам давности. 29 декабря 2011 года Санкт-Петербургский городской суд признал обвиняемых в разбойном нападении на директора Кожевенного завода имени Радищева и нападении на инкассаторов ЛМЗ виновными в бандитизме, разбойном нападении, убийстве, покушении на убийство и незаконном обороте оружия. Цой был приговорён к четырнадцати годам заключения, Бибиков — к шестнадцати, Орлов — к двадцати трём. 24 апреля 2012 года Верховный суд России утвердил этот приговор.
В 2013 году Главное следственное управление Следственного комитета России по Санкт-Петербургу завершило расследование дела банды. В 2014 году прокуратура утвердила обвинительное заключение. Уголовное дело банды состоит из девяноста томов. 
В конце февраля 2024 года были арестованы основатель легендарного петербургского клуба «Грибоедов» Олег Каштело и его предполагаемый сообщник Александр Сиваков по обвинению в организации убийства, совершенного 24 года назад. По данным правоохранителей, тогда предприниматель решил избавиться от своего же телохранителя, бывшего спецназовца Сергея Максимова, который был расстрелян в январе 2000 года в холле одного из домов.
В январе 2025 года, досрочно освобожденный в октябре 2024 года Виталий Орлов, выступил в суде свидетелем по делу об организации убийств Олегом Каштело. Позднее решение досрочном освобождении было опротестовано прокуратурой и отменено – Орлов был задержан  водворен в СИЗО.